# Beniamin (postać biblijna)

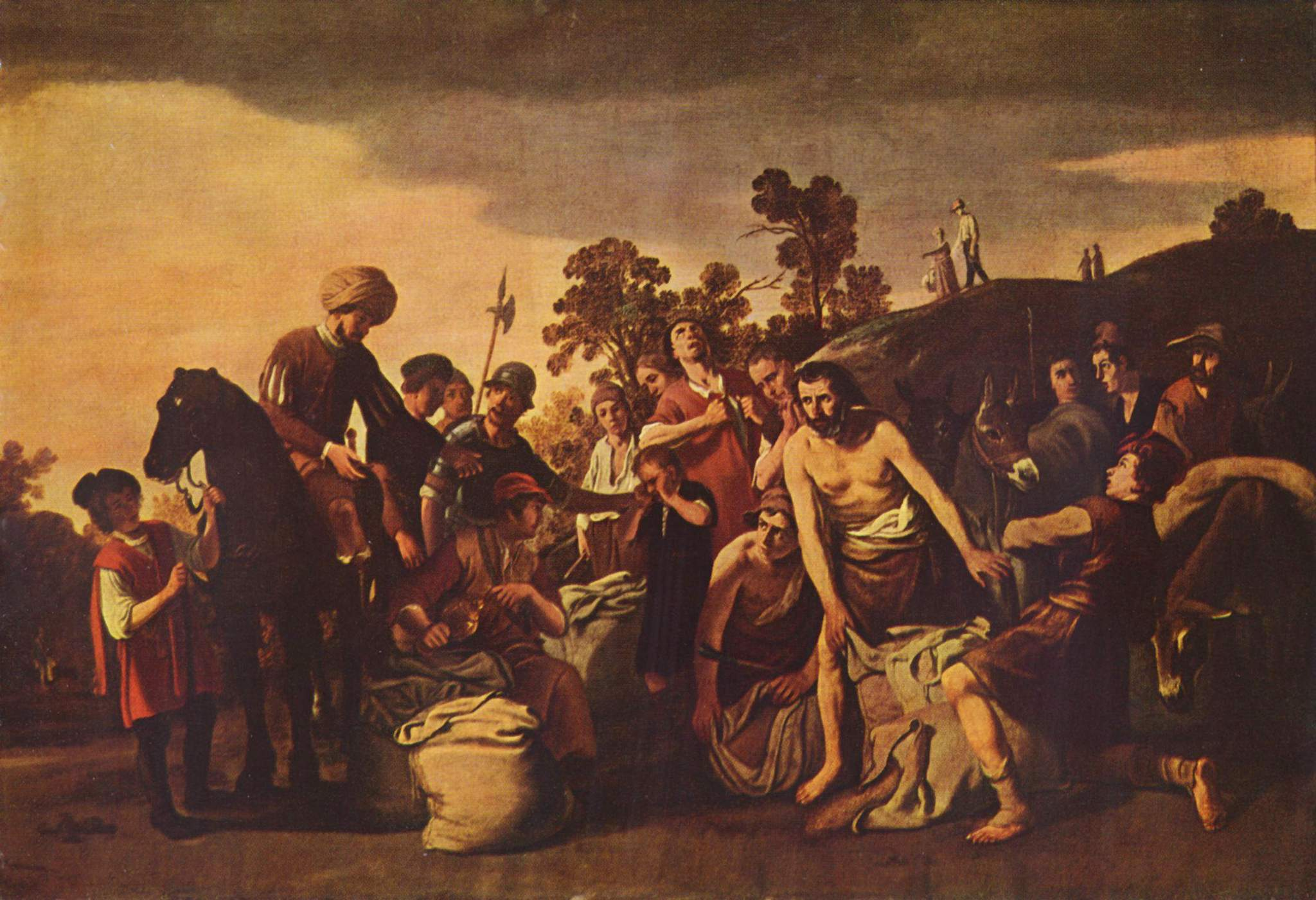
Odnalezienie przez Józefa srebrnego pucharu w worku Beniamina na obrazie Claesa Moeyaerta (1627)

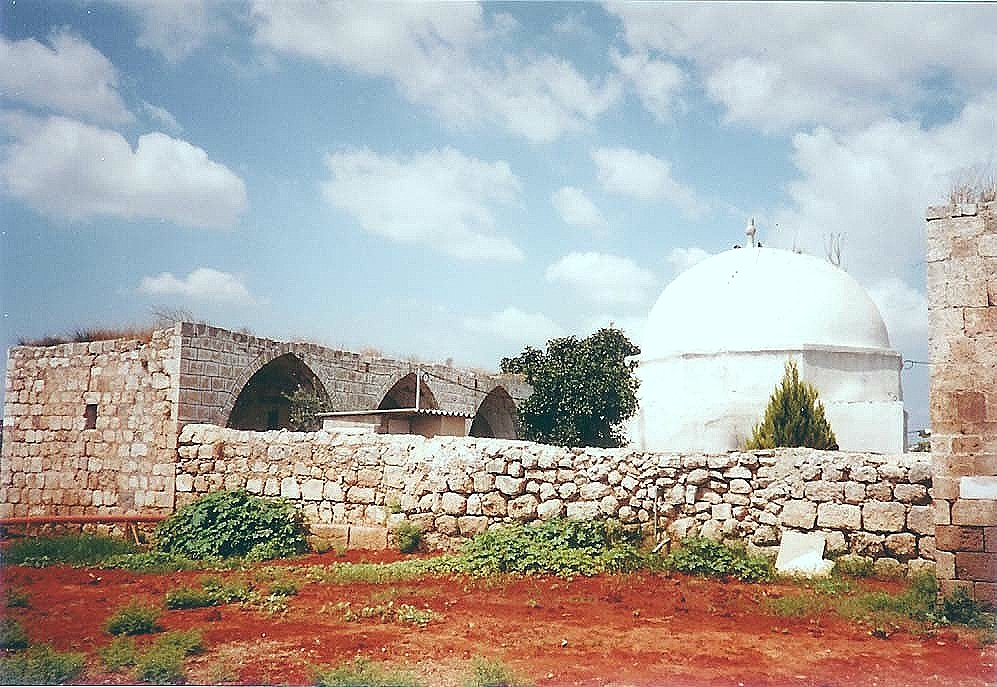
Grobowiec Beniamina

Beniamin (hebr. ‏בִּנְיָמִין‎) – postać biblijna z Księgi Rodzaju.
Najmłodszy syn Jakuba (nazywanego też Izraelem) i Racheli, która umarła w czasie porodu, lecz zdążyła nadać synowi imię Benoni, co oznacza „syn mojej boleści". Imię Beniamin („syn szczęścia") nadał mu później Jakub, dla którego był najmłodszym, ulubionym synem (stąd późniejsze określenie beniaminek). 
Wraz ze swoim bratem, Józefem, cieszył się szczególnymi względami ojca. Zazdrośni bracia sprzedali Józefa do Egiptu. Kiedy po latach zamieszkali w Egipcie na dworze u Józefa, ten postanowił sprawdzić ich, czy będą tak samo okrutni wobec Beniamina jak wobec niego, ale bracia się zmienili.
Według Księgi Rodzaju synami Beniamina byli: Bela, Beker, Aszbel, Gera, Naaman, Echi, Rosz, Muppim, Chuppim i Ard. Księga Liczb podaje, że Naaman i Ard byli synami Beli, natomiast Echi nazwany jest Achiramem, a Rosz Szefufamem. Występuje też imię Chufam, zapewne chodzi o Chuppima. Beker, Gera i Muppim nie są wymienieni.
Pierwsza Księga Kronik ma jeszcze inną wersję. Tam Echi (Achiram) nazwany jest Achrachem, a synami Beli byli również Gera i Rosz (Szefufam). Pojawiają się też imiona Noch i Raf. Jedno z dwunastu pokoleń Izraela zostało nazwane od imienia Beniamina.
Potomkami Beniamina byli m.in.: król Saul, Mardocheusz krewny Estery i Paweł z Tarsu.
Lokalna tradycja żydowska wskazuje jako grobowiec Beniamina budowlę w moszawie Newe Jamin w Izraelu. Jest to miejsce nawiedzane przez wyznawców judaizmu.